# Lev Berg
Lev Semyonovich Berg, também conhecido como Leo S. Berg (em russo:  Лев Семёнович Берг; 14 de março de 1876 – 24 de dezembro de 1950) foi um importante geógrafo, biólogo e ictiólogo russo que serviu como presidente da Sociedade Geográfica Soviética entre 1940 e 1950.
Ele é conhecido por sua própria teoria evolutiva, a nomogénese (uma forma de ortogénese que incorpora o mutacionismo) em oposição às teorias de Darwin e Lamarck.

## Vida
Lev Berg nasceu na Bessarábia em uma família judia, filho de Simon Gregoryevich Berg, um notário, e de Klara Lvovna Bernstein-Kogan. Formou-se em Quixinau em 1894. Assim como alguns de seus parentes, Berg converteu-se ao cristianismo para prosseguir os seus estudos na Universidade Estatal de Moscovo .
Na Universidade de Moscovo, Berg estudou hidrobiologia e geografia e formou-se em 1898. Entre 1903 e 1914, trabalhou no Museu de Zoologia de São Petersburgo. Foi um dos fundadores do Instituto Geográfico, hoje Faculdade de Geografia da Universidade Estatal de São Petersburgo.
Berg estudou os lagos da Ásia Central, incluindo Balkhash e Issyk-Kul. Desenvolveu a doutrina das zonas naturais de Dokuchaev, que se tornou um dos fundamentos da biologia soviética. Entre suas monografias pioneiras sobre climatologia estavam "Clima e Vida" (1922) e "Fundamentos da Climatologia" (1927).
Durante sua vida, Berg foi uma presença marcante na área da ictiologia. Em 1916, publicou quatro volumes do estudo dos Peixes da Rússia . A quarta edição foi publicada em 1949 como Peixes de Água Doce da União Soviética e Países Adjacentes e lhe rendeu o Prémio Stalin. Diz-se que descobriu a relação simbiótica entre lampreias e salmões. O nome de Berg aparece nas denominações latinas de mais de 60 espécies de plantas e animais.
Em 2001, o Banco Central da Transnístria cunhou uma moeda de prata em homenagem a este nativo da atual Transnístria, como parte de uma série de moedas comemorativas chamada The Outstanding People of Pridnestrovie.

## Nomogénese
Berg é mais conhecido pela sua teoria evolutiva chamada nomogénese, que era um tipo de ortogénese . As ideias de Berg foram compiladas no seu livro Nomogénese; ou, Evolução Determinada pela Lei e foi publicado pela primeira vez em 1922 na Rússia; mais tarde foi traduzido para o inglês em duas edições, a primeira em 1926 e a edição posterior em 1969. No livro, Berg compilou uma grande quantidade de dados empíricos que criticavam fortemente a teoria da evolução de Darwin.
A teoria da nomogénese de Berg combinou argumentos da paleontologia, zoologia e botânica para afirmar que a evolução não é um processo aleatório. A teoria enfatizou as limitações da seleção natural que determinam a direcionalidade da evolução.
Berg afirmou que a variação dos caracteres nas espécies está confinada dentro de certos limites devido a fatores internos e externos. A limitação da variabilidade, argumentou Berg, quase não deixava espaço para a seleção natural; afirmou que isso era apoiado pelo registo paleontológico porque todos os ramos filogenéticos se parecem mais ou menos com linhas retas. Berg distanciou-se tanto do darwinismo quanto do lamarckismo. Em vez disso, propôs o conceito mutacionista de mutações em massa dirigidas como o principal mecanismo para dirigir a evolução.
Influenciado pelo paleontólogo Wilhelm Waagen, ele rotulou as mutações dirigidas deMutações de Waagen:
“Novas espécies surgem por meio da transformação em massa de um grande número de indivíduos, o que acontece devido às mutações de Waagen... Esta transformação em massa é um fenómeno de magnitude geológica. Está ligada à alteração da fauna de determinado horizonte, e ocorre em certos períodos, ficando depois ausente por um longo tempo"
Assim, Berg afirmou que a evolução foi causada por mutações em massa, que são dirigidas por fatores internos e externos, de modo que novas espécies ocorrem com alta probabilidade de serem quase perfeitamente adaptadas. De acordo com Berg, as espécies recentemente evoluídas geram as categorias taxonómicas subordinadas, e parecem estar perfeitamente adaptadas aos seus ambientes. Embora a teoria de Berg fosse antidarwiniana e antilamarckiana, ela ainda defendia a evolução adaptativa.
JBS Haldane considerou Nomogénese como sendo "de longe o melhor livro antidarwinista deste século".

## Vida pessoal
Em 1910, Berg casou-se com Polina Abramovna Kotlovker. Separaram-se logo após o nascimento do segundo filho e, embora Polina o tenha processado, a Igreja Ortodoxa Russa concedeu a custódia ao seu marido cristão. A mãe de Berg ajudou a criar os filhos Simon (nascido em 1911) e Raissa (nascida em 1913). Berg casou-se com Maria Mikhailovna Ivanova, filha do comandante de um navio, em 1923.

## Honras
Berg foi homenageado por uma vida de realizações científicas pela Sociedade Geográfica Imperial Russa e agraciado com a Medalha de Ouro P. P. Semyonov-Tyan-Shansky.
As montanhas Berg na Antártida, Cabo Berg em Severnaya Zemlya e Cabo Berg em Zemlya Georga devem o seu nome a Lev Berg.

## Publicações
- Nomogênese; ou, Evolução Determinada pela Lei (1922) [6]
- " Peixes de água doce da Rússia" (1923)
- Descoberta de Kamchatka e das viagens de Kamchatka de Bering (1924)
- Descobertas russas no Pacífico (1926) [14]
- "Princípios de climatologia " (1927) [15] (reimpresso em 1938) [16]
- Zonas geográficas da URSS (1937) [17]
- "Peixes de água doce da URSS e países adjacentes. Volume 1-3. Programa de Israel para Traduções Científicas Ltd, Jerusalém. 1962-65 (versão russa publicada em 1948-49)."[18]
- "Regiões naturais da URSS" (1950) [19]
- " Classificação dos peixes, recentes e fósseis " (1940) [20]
- Loess como produto do intemperismo e da formação do solo[21]

## Taxa homónimos
- A espécie Acropoma leobergi é uma espécie do género Acropoma descrita como tendo uma luminosidade atrás do ânus que lembra um formato de "U". A espécie é nativa do Mar de Arafura .[22]
- A raia Bathyraja bergi Dolganov, 1983, é uma espécie de raia da família Arhynchobatidae encontrada no noroeste do Oceano Pacífico.[23]